# Netzwerkkarte

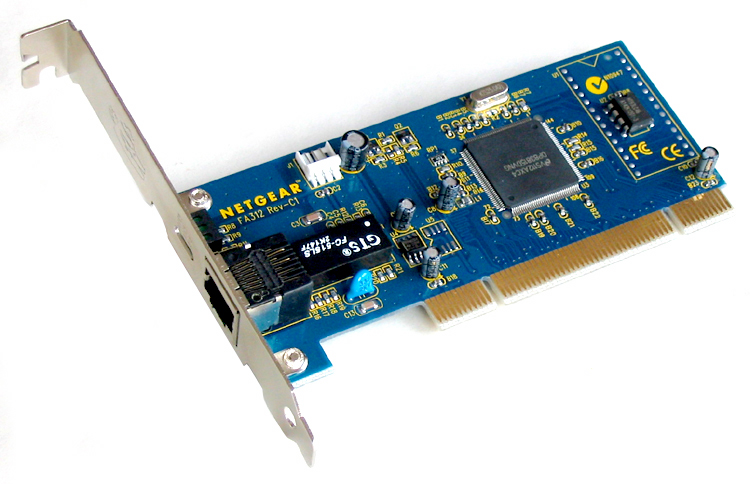
100-Mbit/s-PCI-Ethernet-Netzwerkkarte mit RJ45-Buchse (2004)

Eine Netzwerkkarte (auch genannt Netzwerkadapter oder NIC für engl. Network Interface Controller oder Network Interface Card) ist in Zusammenhang mit der Informationstechnologie eine elektronische Schaltung zur Verbindung eines Computers mit einem lokalen Netzwerk zum Austausch von Daten. 
Diese Funktion befand sich früher fast ausschließlich auf einer Steckkarte für einen Erweiterungssteckplatz und ist mittlerweile auf den meisten Hauptplatinen direkt integriert. Umgangssprachlich wird der Begriff auch für eine integrierte Netzwerkschnittstelle verwendet, die sich nicht auf einer separaten Steckkarte befindet.
Ihre primäre Aufgabe ist die Herstellung einer physikalischen Verbindung zum Netzwerk über ein geeignetes Zugriffsverfahren (z. B. CSMA/CD) und die Implementierung der ersten oder auch zweiten OSI-Schicht (meist Ethernet).

## Kartentypen
Netzwerkkarten bestehen auf der einen Seite aus einer Netzwerkschnittstelle, die für die jeweiligen Netzwerktypen bzw. die Netzwerkarchitektur ausgelegt ist, und auf der anderen Seite aus einer an die jeweilige Computerarchitektur angepasste Bus-Schnittstelle. Seit einigen Jahren haben praktisch alle Computer die (kabelgebundene) Netzwerkfunktionalität bereits auf ihrer Hauptplatine und benötigen nur noch eine Netzwerkkarte, falls eine weitere, schnellere oder drahtlose Verbindung benötigt wird. Für drahtlose Netzwerke sind USB-Sticks oder PCI Express Mini Cards als Bauform üblicher als die traditionellen Einbaukarten.

### Netzwerktypen
Anfang der 1980er-Jahre gab es noch viele konkurrierende Netzwerkarchitekturen und Netzwerkkartentypen, die größere Verbreitung hatten, insbesondere ARCNET, Ethernet, LocalTalk und Token Ring.
- ARCNET operierte mit einem Token-Passing-Verfahren bei 2,5 Mbit/s und arbeitete meist auf Koaxialkabel (RG-62) als Bus- oder Stern-Topologie. Es hatte bis 1985 deutliche Preisvorteile gegenüber Ethernet, daraus resultierten hohe Marktanteile. Durch das Token-Passing-Verfahren arbeitet ARCNET deterministisch, lässt sich daher in Echtzeitsystemen einsetzen, was mit dem nicht höchstlasttauglichen ungeswitchten Ethernet problematisch ist.
- Ethernet verwendete zunächst meist 10-Mbit/s-Karten, die meist über ein Koaxialkabel (RG-58; Thin- oder Thick-Wire) als Bus verbunden wurden. Bis 1985 waren diese Karten noch sehr teuer, mit den NE1000/NE2000-Modellen kam es zu einem Preisverfall. Ethernet ist heute das am weitesten verbreitete Verfahren. Viele der anfänglichen Nachteile, insbesondere die Probleme bei hoher Last, konnten durch verbesserte Techniken und Komponenten wie Switches weitestgehend eliminiert werden.
- LocalTalk wurde fast ausschließlich von Apple eingesetzt, nutzte ein 232-kbit/s-Token-Passing-Verfahren über eine Zweidraht-Busverkabelung mit enger Anlehnung an die seriellen RS-422-Schnittstellen. Diese Art der Vernetzung war bei Apple-Rechnern sehr populär, denn von 1984 bis 1998 war diese Schnittstelle bei jedem Apple-Computer serienmäßig (ohne zusätzliche Einsteckkarte) vorhanden. Für PCs (auch Novell Netware-Server) gab es passende LokalTalk-Netzwerkkarten, meist in 8-Bit-ISA-Bus-Ausführung.
- Token Ring wurde vorwiegend im IBM-Umfeld (Banken) genutzt, es arbeitete bei 4 Mbit/s oder 16 Mbit/s im Token-Passing-Verfahren und hatte eine Ring-Topologie.

Als 1995 der Fast-Ethernet-Standard verabschiedet wurde, lichtete sich der Markt, und reine 10-Mbit/s-Ethernet-Karten wurden durch 10/100-Mbit/s-Karten ersetzt. Diese sind nicht mehr am stärksten verbreitet, da Gigabit-Ethernet-Karten (die ebenfalls 10/100-Mbit/s-kompatibel sind) deutliche Marktanteile gewinnen konnten.
Diese Karten werden über Twisted-Pair-Kabel mit RJ45-/8P8C-Steckern an einen Switch angeschlossen (früher auch an einen Hub) und bilden so ein lokales Netzwerk (LAN).
1000-Mbit/s-Netzwerkkarten werden meist über Twisted-Pair-Kabel mit RJ45-Steckern (1000BASE-T) verbunden, zunehmend aber auch per Glasfaser (z. B. 1000BASE-SX). Glasfasern werden bei noch schnelleren Verbindungen immer häufiger verwendet und ab 25 Gbit/s fast ausschließlich.
Netzwerkkarten für drahtlose Netzwerke (Wireless LAN) fanden zunächst hauptsächlich in mobilen Geräten wie z. B. Notebooks oder PDAs Verwendung, werden aber zunehmend auch in Desktop-PCs verbaut.

### Bussysteme
Busseitig wechselten sich auch bei Netzwerkkarten verschiedene Standards ab. Nicht für alle Bussysteme gab es Netzwerkkarten, beispielsweise nicht für den Accelerated Graphics Port (AGP). Auch gab es eher exotische Konstruktionen über den SCSI-Bus oder über Druckerschnittstellen, wobei letztere eine Zeitlang bei Notebooks zum Einsatz kamen. Im UNIX-Bereich, bei Workstations und Servern, genauso wie bei Großrechnern gab es zahlreiche herstellerspezifische Bussysteme, die auch für Netzwerkkarten genutzt wurden. Hier eine Übersicht über für Netzwerkkarten typische Bus-Systeme:
- ISA: Um 1980, anfangs dominierten in PCs Netzwerkkarten mit der weit verbreiteten ISA-Bus-Schnittstelle, zunächst in 8-Bit-Technik (XT-Bus-Architektur) (z. B. NE1000) später in 16-Bit-Ausführung (z. B. NE2000)
- PCMCIA bzw. PC-Card: Diese Schnittstelle wurde vorwiegend bei Notebooks eingesetzt, vereinfachend gesagt handelt es sich um eine miniaturisierte ISA-Schnittstelle.
- VESA Local Bus: Kurzlebiger Standard in der ersten Hälfte der 1990er Jahre, entwickelt zur schnelleren Anbindung von Steckkarten.
- NuBus: Ab 1980, eine bei Apple Computer und NeXT Computer verbreitete Schnittstelle.
- MCA: Ein ab 1987 von IBM als Nachfolger von ISA propagiertes Bus-System. Ein gescheiterter Versuch, einen nicht kompatiblen und nicht offenen, aber verbesserten Bus einzuführen.
- EISA: Ein Ende der 1980er von allen außer IBM als Nachfolger des ISA-Bus propagiertes Bus-System. Eine kompatible ISA-Bus-Erweiterung für 32-Bit-Transfer per in Linie verlängerter Kontaktleiste. EISA kam vor allem bei Workstations und Servern zum Einsatz.
- PCI: Um 1990, der tatsächliche Nachfolger der ISA-Bus-Architektur. Als offener Standard ersetzte er auch den EISA-Bus und wurde darüber hinaus zur Ablösung verschiedener proprietärer Bus-Systeme eingesetzt. Beispielsweise löste PCI bei Apple Computer den NUBUS ab, bei Hewlett-Packard den GSC/HSC und den HP-PB, sowie bei IBM den MCA.
- USB ist sowohl bei Desktop-Computern als auch bei Laptops extrem verbreitet und erlaubt die einfache Nutzung per Plug and Play, insbesondere mit WLAN sehr beliebt.
- PCI-Express löste ab 2004 den PCI-Bus und den für Grafikkarten populären AGP ab.
- ExpressCard: Auf PCI-Express x1 basierende Notebookschnittstelle
- Onboard: Seit den frühen 2000er Jahren haben fast alle Rechner-Hauptplatinen fest eingebaute LAN-Schnittstellen, dedizierte Steckkarten sind somit meist nicht mehr nötig. Oft kommen die gleichen elektronischen Bausteine zum Einsatz, lediglich die Steckverbindungen fehlen, oft ist auch der Controller im Chipsatz integriert. Von der Treibersoftware werden diese Chips wie Einsteckkarten behandelt (z. B. gibt es meist eine PCI-Schnittstelle, die angesteuert/programmiert wird).

### Bilder

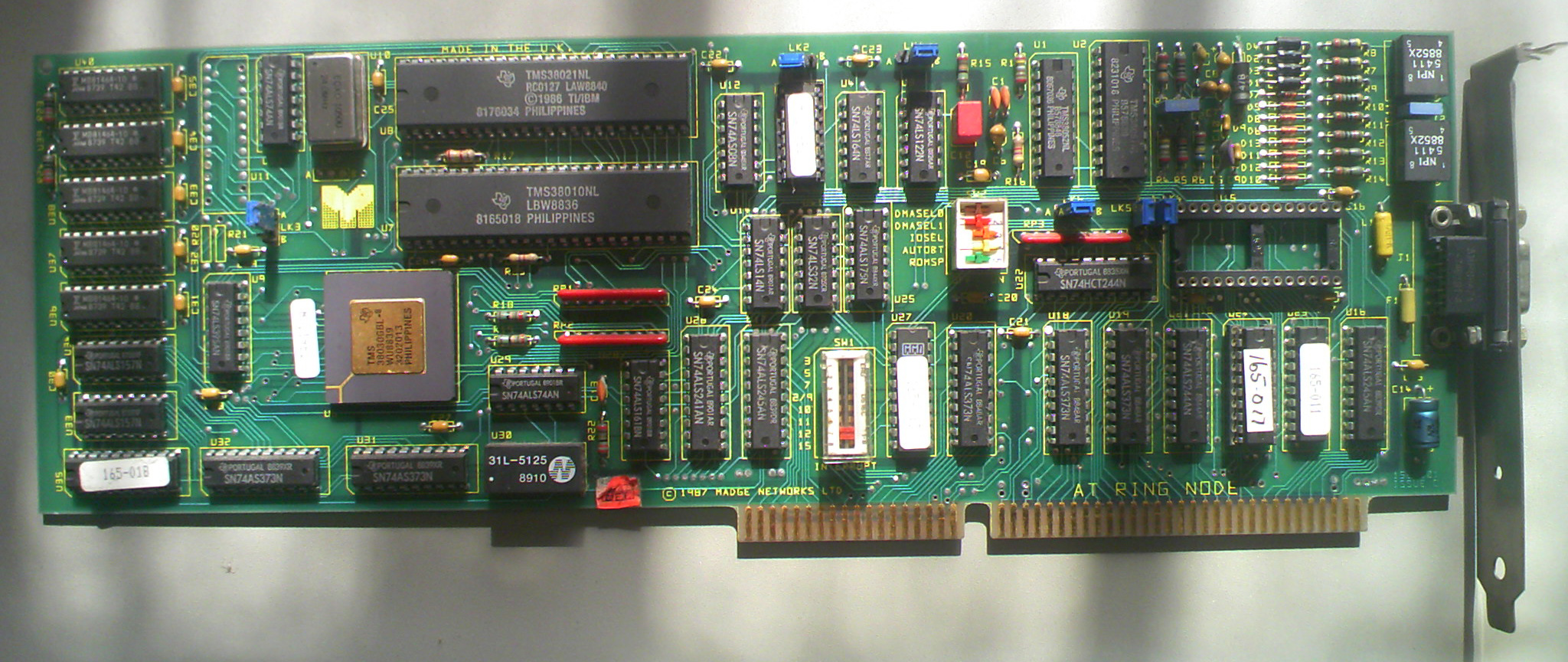
Madge ISA-Token-Ring-Netzwerkkarte (4/16 Mbit/s)
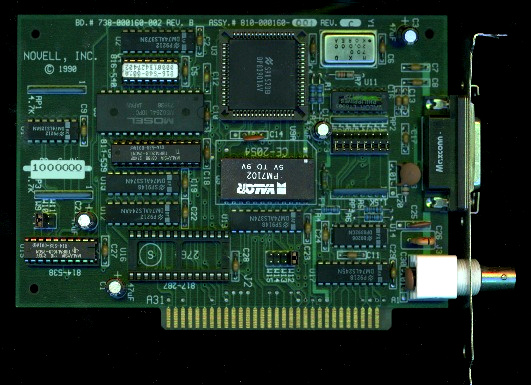
10 MBit/s XT-Ethernet-Netzwerkkarte mit RG58-Buchse und 15-pol. SUB-D-Buchse (AUI)
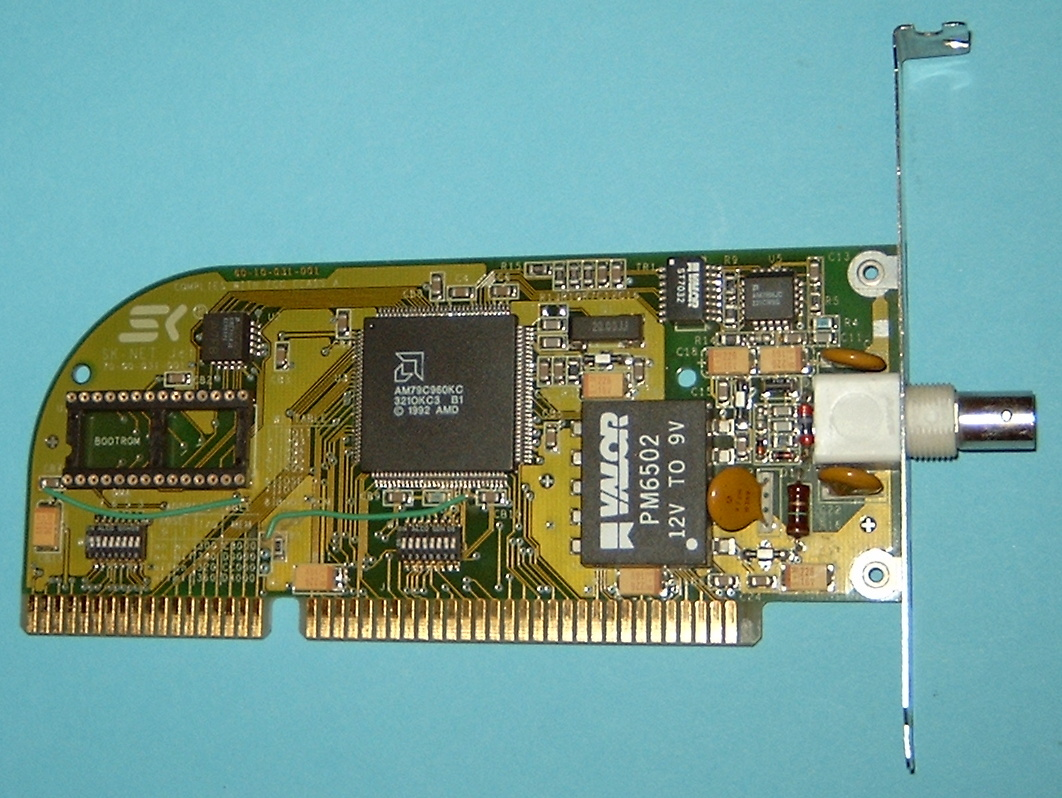
10 Mbit/s Legacy-ISA-Ethernet-Netzwerkkarte mit RG58-Buchse
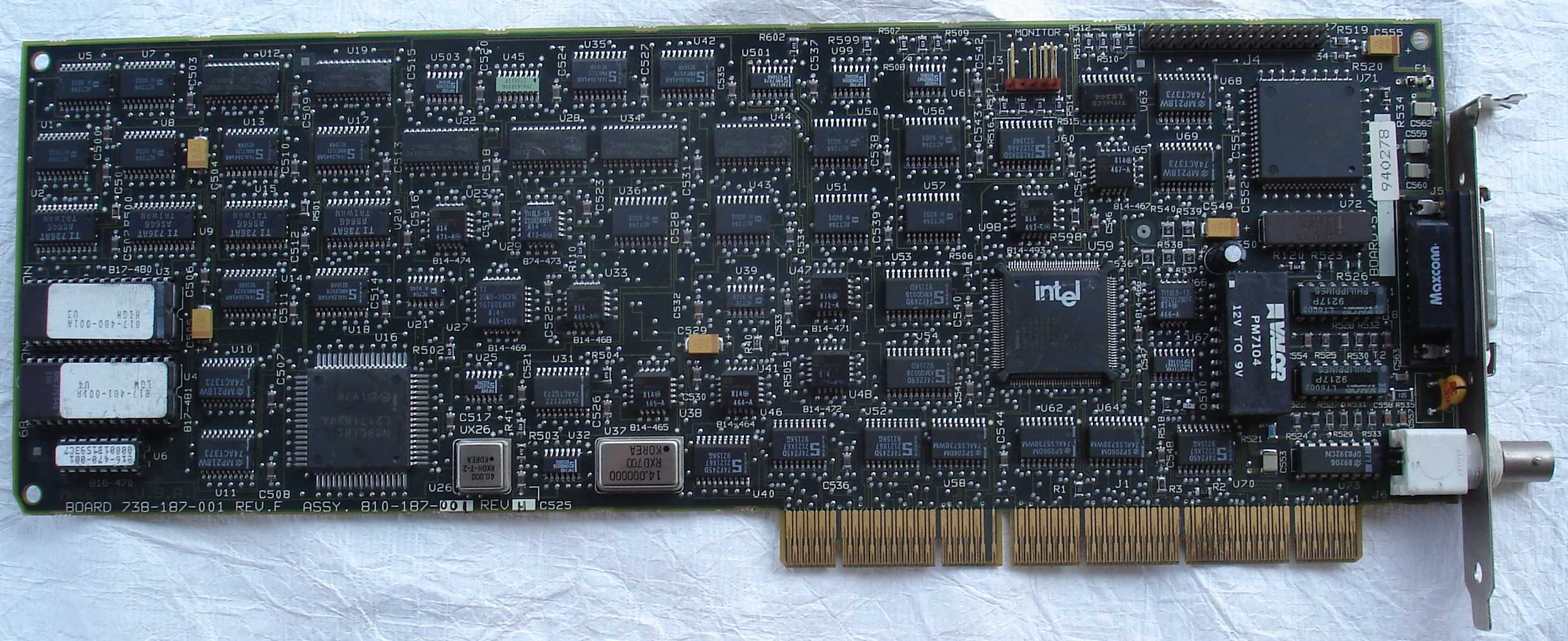
EISA Netzwerkkarte mit RG58- und 15-pol. SUB-D-Buchse (AUI)
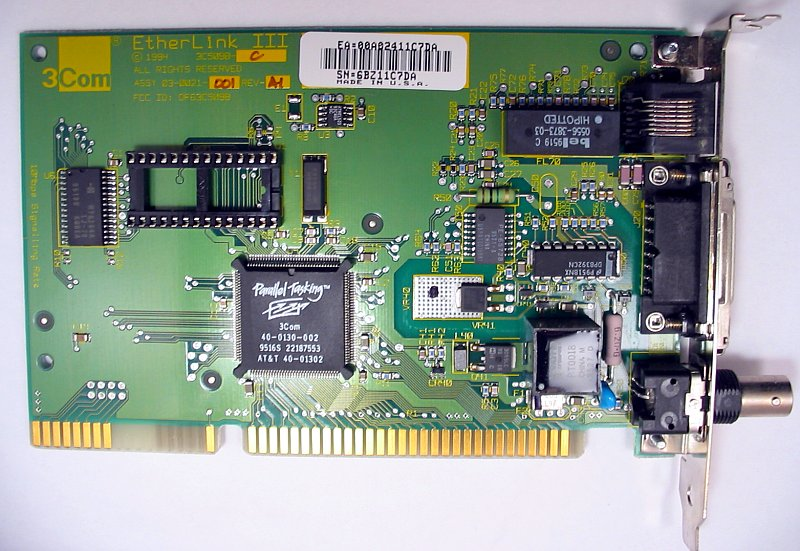
10 MBit/s ISA-PnP-Ethernet-Netzwerkkarte mit RJ45-Buchse, RG58-Buchse und 15-pol. SUB-D-Buchse
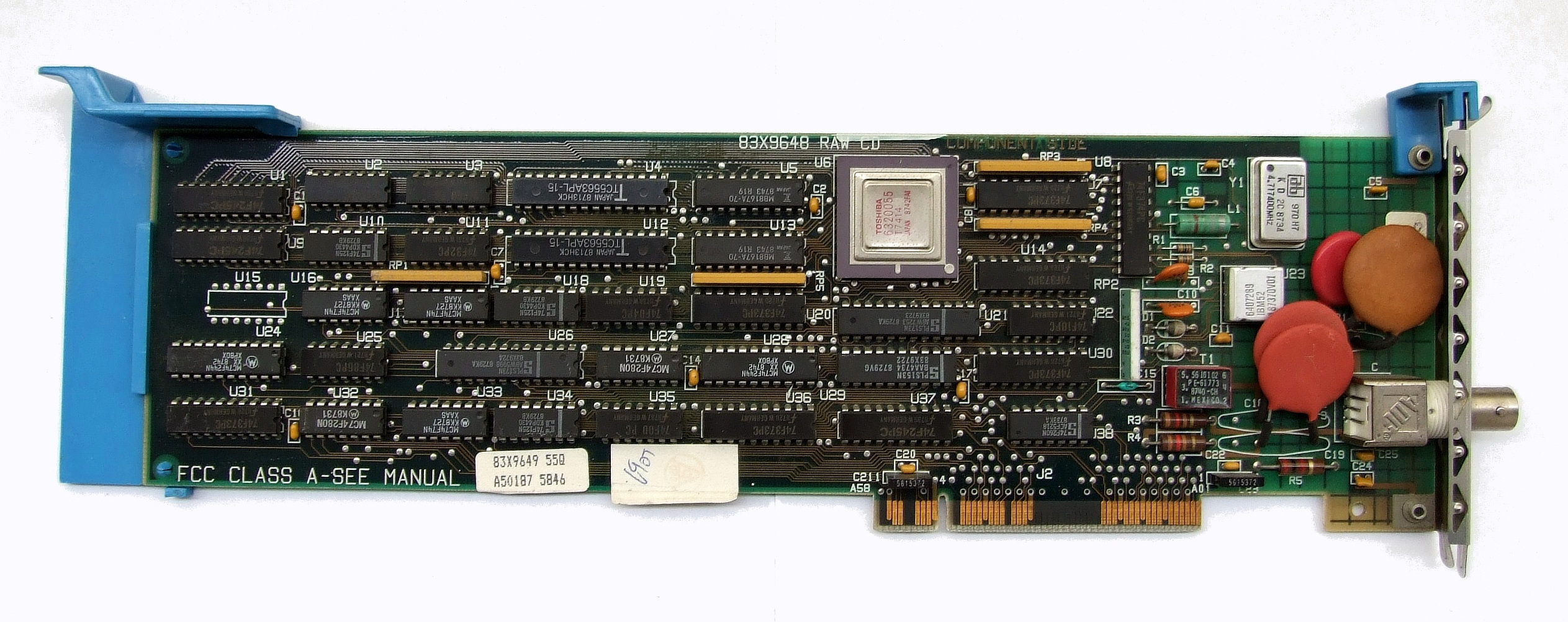
MCA-Netzwerkkarte mit RG58-Buchse
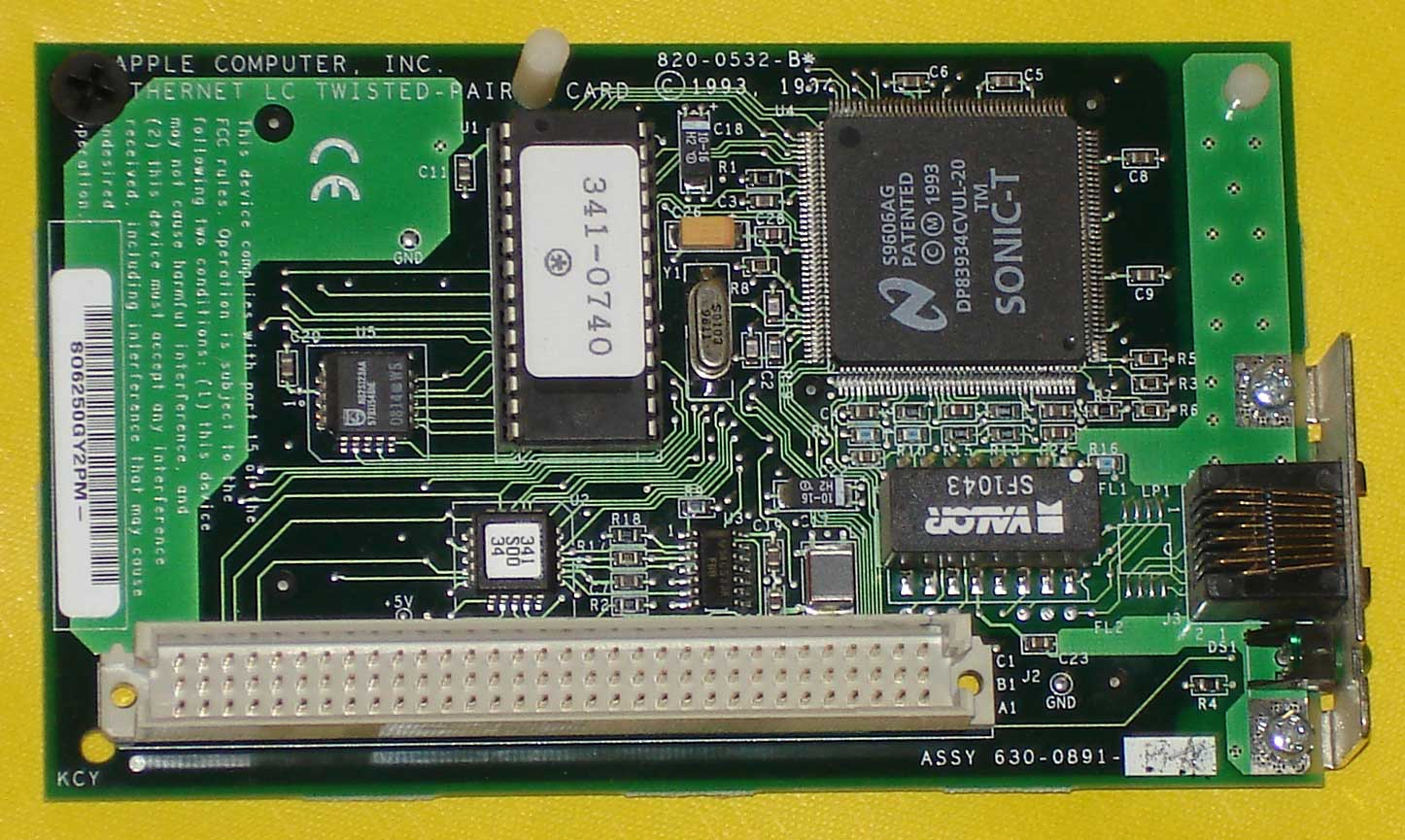
NuBus-Ethernet-Netzwerkkarte mit RJ45-Buchse
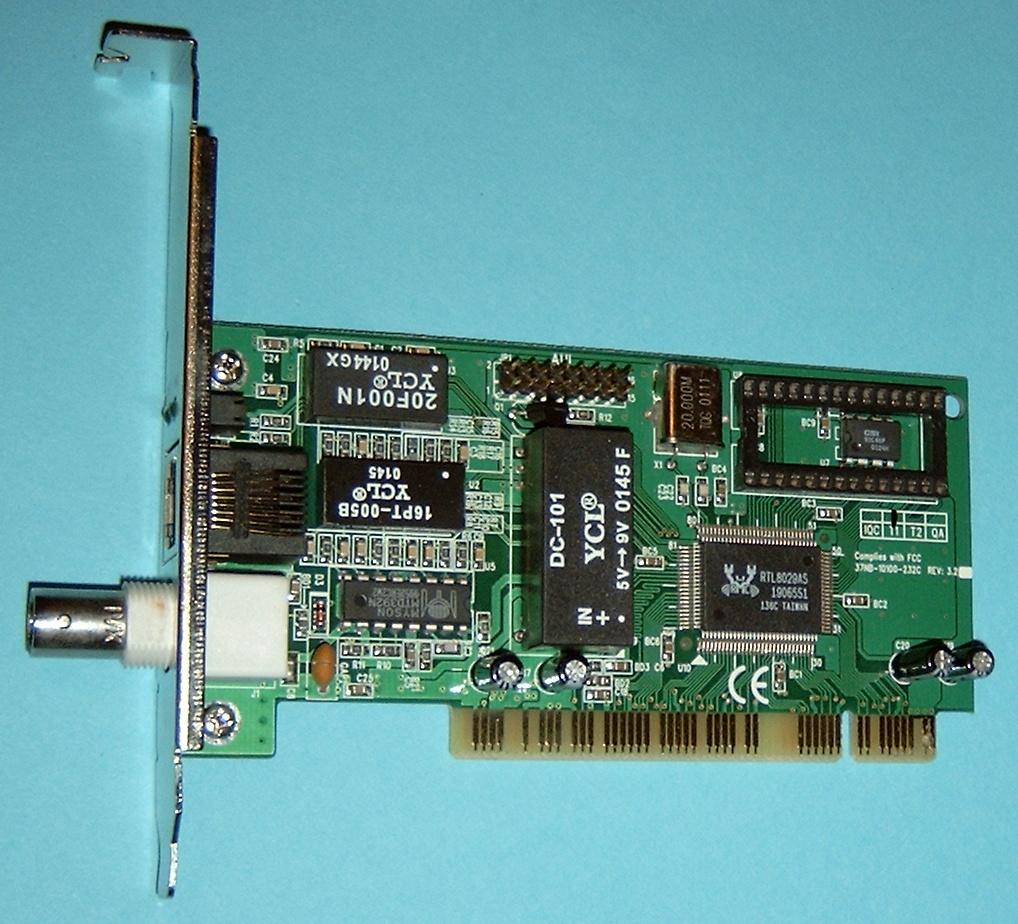
10 Mbit/s PCI-Ethernet-Netzwerkkarte mit RJ45-Buchse und RG58-Buchse
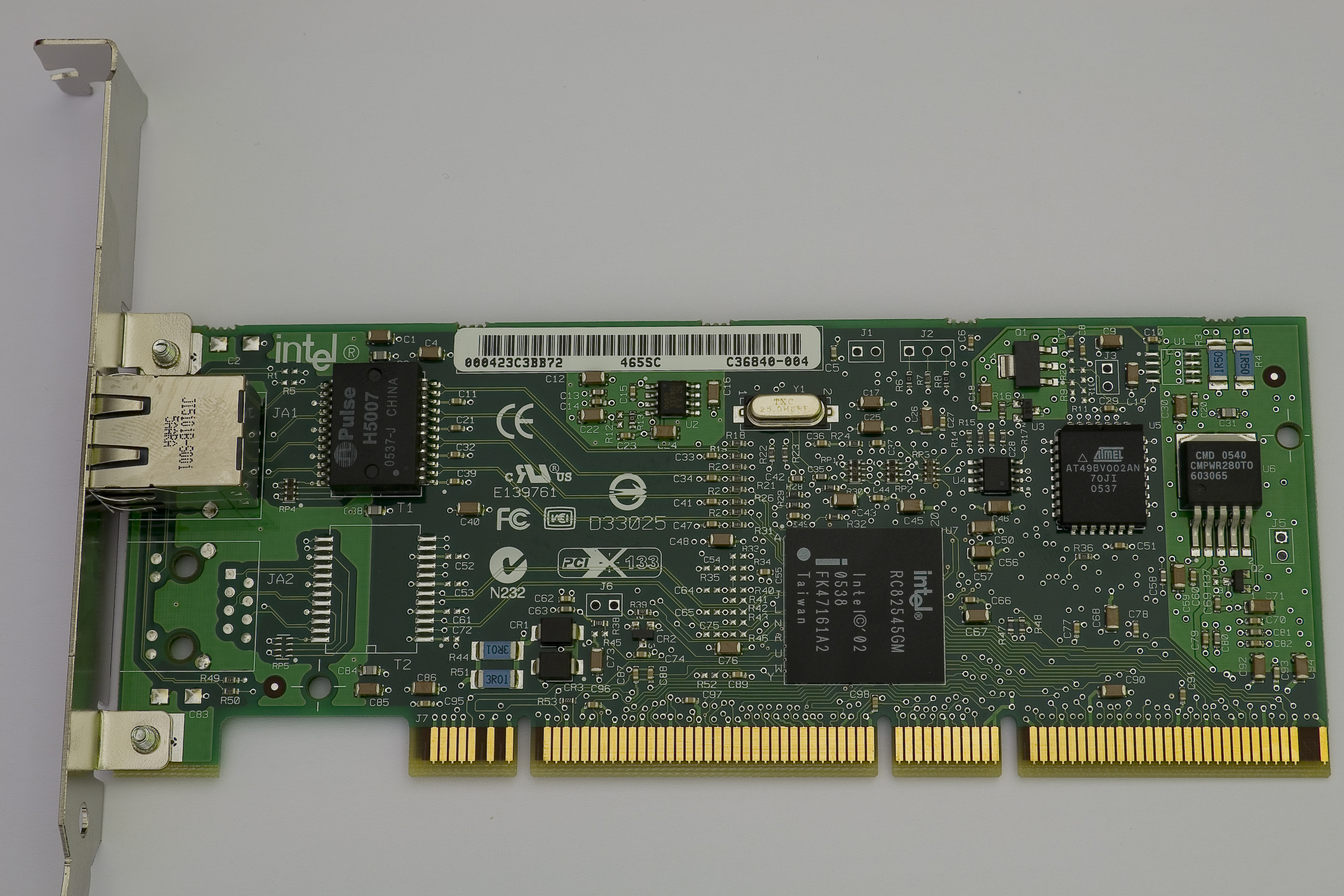
1000 Mbit/s PCI-X-Ethernet-Netzwerkkarte mit RJ45-Buchse
Netzwerkkarte mit RG58-Buchse für Druckerschnittstelle
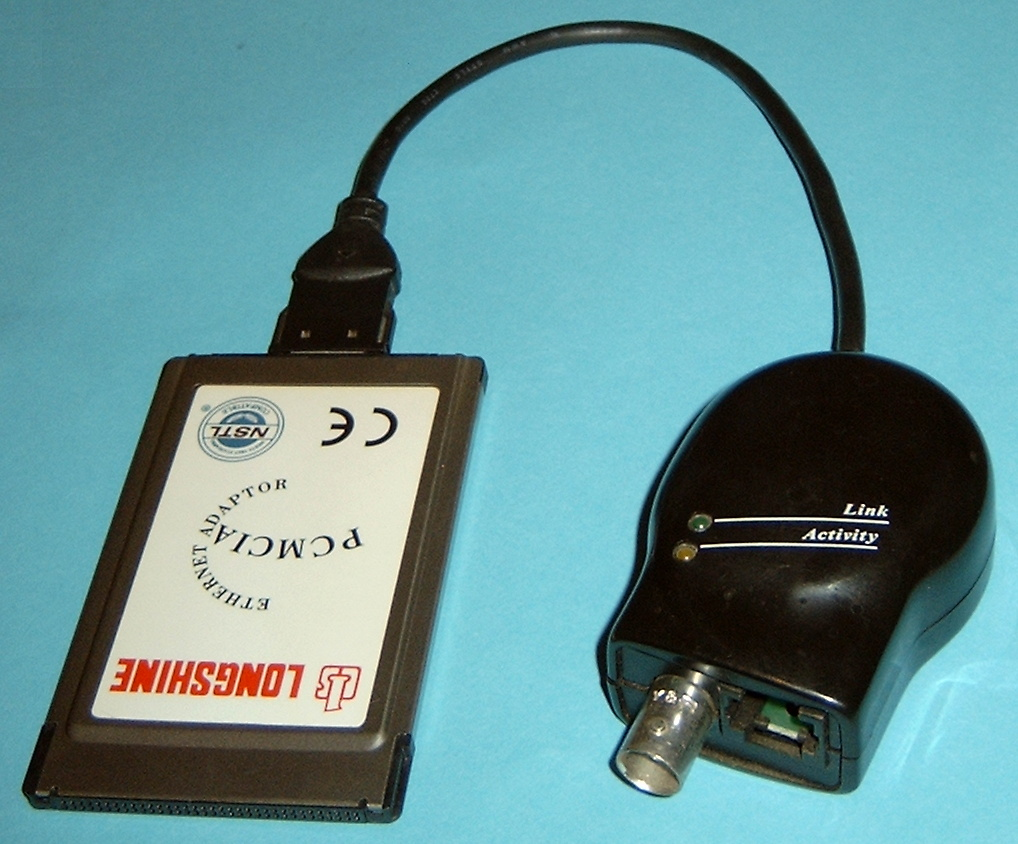
10 Mbit/s PCMCIA-Ethernet-Netzwerkkarte mit RJ45-Buchse und RG58-Buchse
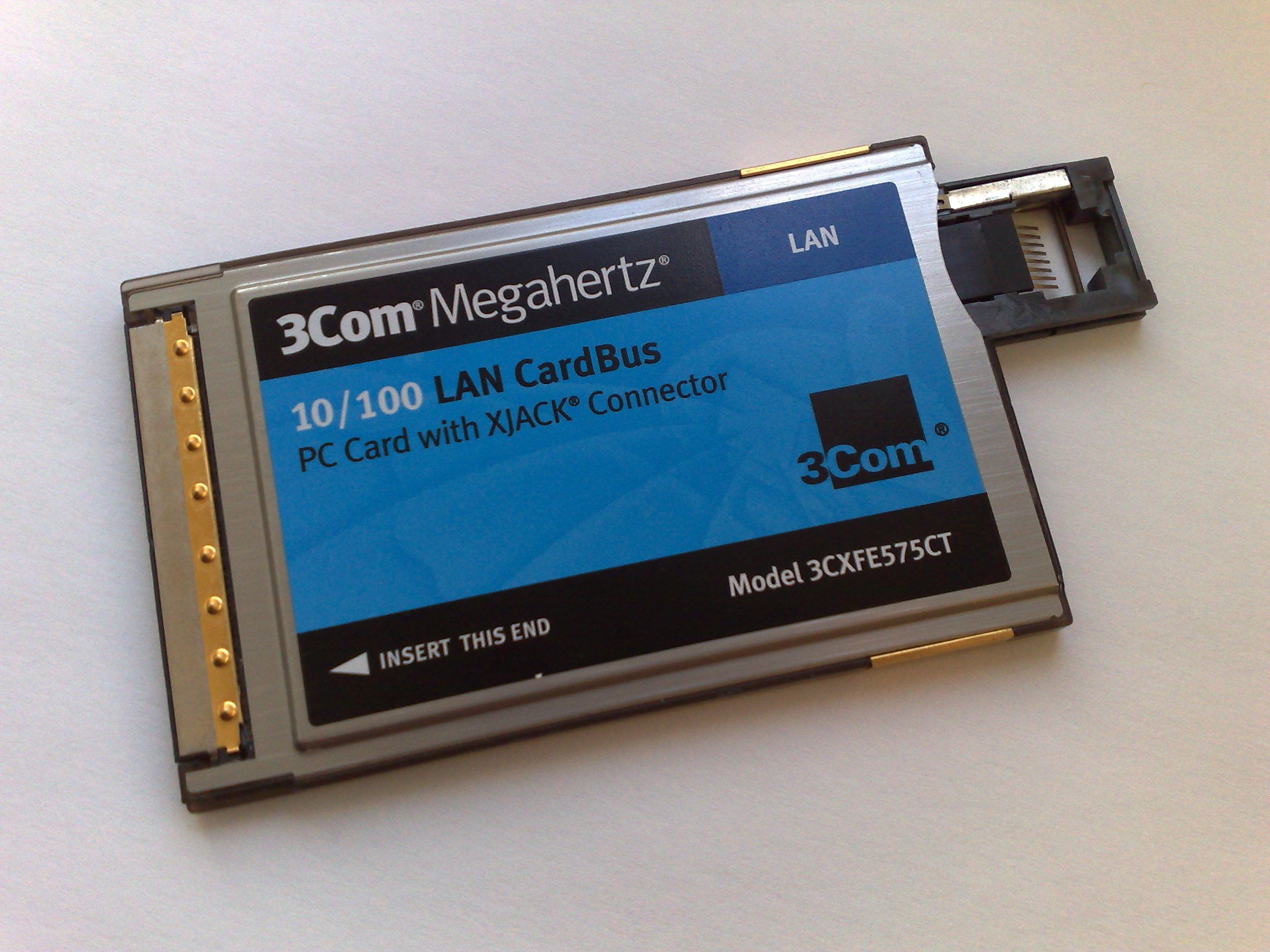
100 Mbit/s PC-Card-Ethernet-Netzwerkkarte mit RJ45-Anschluss

## Ausstattung
Eine gängige Netzwerkkarte besitzt nur einen Ethernet-Anschluss, spezielle Ausführungen auch mehrere (bis zu vier). Der Preis einer preisgünstigen Standard-Netzwerkkarte ist von mehreren 100 EUR (1990, 10 Mbit/s) auf derzeit (2020) etwa 5–20 EUR (1000 Mbit/s) gefallen. Höherwertige Netzwerkkarten (mit besserem Datendurchsatz, geringerer CPU-Last, besserer Ausstattung) kosten je nach Ausführung bis zu 100 EUR, sehr spezielle Karten (z. B. mit mehreren unabhängigen Anschlüssen) auch darüber. Seit Ende 2003 befinden sich bei vielen neuen PCs bereits Gigabit-Ethernet-Anschlüsse auf der Hauptplatine.
Jede Ethernet-Netzwerkkarte besitzt eine weltweit eindeutige MAC-Adresse, die vom Hersteller vergeben wird. Allerdings gibt es auch Treiber, die es erlauben, die MAC-Adresse per Software temporär zu ändern, wodurch Sicherheitsprobleme in einem LAN entstehen können, dessen Sicherheitskonzept auf unveränderlichen MAC-Adressen basiert.

## Booten vom Netzwerk
Viele Netzwerkkarten haben einen Sockel für ein sogenanntes Boot-PROM (auch Boot-ROM genannt). Dieser Speicherbaustein wird in den Adressbereich des Rechners eingeblendet und erlaubt den Start des Rechners aus dem Netzwerk, ohne einen lokalen (in den Rechner eingebauten oder direkt angeschlossenen) Massenspeicher, wie z. B. eine Festplatte. Verschiedene Computerarchitekturen (Apple, PC), Betriebssysteme sowie verschiedene Netzwerk-Umgebungen (IPX/SPX, TCP/IP) erfordern unterschiedliche Boot-Programme, so dass es dem Anwender überlassen bleibt, die Netzwerkkarte mit einem PROM (oder EPROM) mit dem jeweils passenden Boot-Programm zu bestücken. Der klassische Weg für PCs ist ein sogenanntes Novell-Boot-PROM für den Einsatz mit Novell Netware und Novells eigenem Netzwerkprotokoll. Modernere, auf TCP/IP aufsetzende Konzepte sind z. B. Intels PXE und die quelloffenen und kostenlosen Lösungen Etherboot und Netboot.
Alle Ansätze haben eines gemeinsam: Das Programm im Boot-PROM wird gestartet und klinkt sich in den weiteren Boot-Vorgang ein. Irgendwann, entweder vor oder nach der Suche nach einem startfähigen lokalen Medium, wird das Boot-PROM wieder aktiviert und lädt über das Netzwerk ein Betriebssystem nach. Üblicherweise geschieht das in kleinen Schritten, zunächst ein Hilfsprogramm mit erweiterten Netzwerkfunktionen, dann größere Teile des Betriebssystems. Schließlich wird die Kontrolle an das Betriebssystem übergeben, das dann in der Regel weitere Netzwerkdienste in Anspruch nimmt.
Manche Netzwerkkarten haben statt des Sockels ein direkt im Chipsatz der Netzwerkkarte integriertes, umprogrammierbares EEPROM, das mit einem Hilfsprogramm mit verschiedenen Boot-Programmen geladen werden kann, so dass ein Öffnen des Rechners entfällt. Hauptplatinen mit integriertem Netzwerkadapter, genauso wie viele UNIX-Workstations, nutzen einen Teil des ohnehin vorhandenen System-EEPROMs (mit der System-Firmware: u. a. BIOS, Open Firmware, UEFI) als Boot-PROM, auch hier kann in der Regel mit einem Hilfsprogramm ein beliebiges Boot-Programm eingespielt werden oder der Hersteller gibt fest BOOTP oder PXE vor. Aus Kostengründen verzichten insbesondere Hersteller von Billigprodukten oft auf den Sockel für das Boot-PROM. Außerhalb der PC-Welt ist das Starten aus dem Netzwerk oft ein Teil des fest installierten Startprogramms, z. B. bei vielen Sun-Maschinen und modernen Macintosh-Systemen. Allerdings wird dabei meist nur eine spezielle, vom Hersteller zertifizierte, Auswahl von Netzwerkadaptern unterstützt.
Alle moderneren Apple-Computer können von einem Rechner booten, auf dem die Server-Variante von macOS läuft.